# Manmad
Manmad ist eine Stadt im indischen Bundesstaat Maharashtra.
Die Stadt ist Teil des Distrikts Nashik. Manmad hat den Status eines Municipal Council. Die Stadt ist in 29 Wards gegliedert. Sie hatte am Stichtag der Volkszählung 2011 80.058 Einwohner, von denen 40.816 Männer und 39.242 Frauen waren. Hindus bilden mit einem Anteil von über 65 % die Mehrheit der Bevölkerung in der Stadt. Die Alphabetisierungsrate lag 2011 bei 89,79 % und damit deutlich über dem nationalen Durchschnitt.
Der Bahnhof Manmad ist ein wichtiges Drehkreuz der Central Railway division der Indian Railways.
Bharat Petroleum hat in der Nähe von Manmad eine Station installiert, die die Erdölprodukte-Raffinerien sammelt und in den inneren Teil von Maharashtra befördert. Das Erdöl wird in Eisenbahnwaggons verladen und von dort aus transportiert.